# アルカンタラ渓谷
アルカンタラ渓谷（アルカンタラけいこく、イタリア語: Gole dell'Alcantara）、またはラルデリア渓谷（ラルデリアけいこく、イタリア語: Gole di Larderia）は、イタリア・シチリア島のペロリタニ山脈終端部のアルカンタラ川流域、カスティリオーネ・ディ・シチーリアとモッタ・カマストラの間にある渓谷。 

## 説明
この渓谷は高さが25メートル、幅が2メートル、幅が4メートルから5メートルの狭い峡谷である。
一般的な渓谷と違い、水による侵食によって形成されたわけではなくエトナ山の北に位置するネブロディ山脈に流れていたアルカンタラ川に、エトナの噴火で流れてきた溶岩流が流れ、それによる地殻変動によって出来た。
アルカンタラ川は、特徴的な川床を形成する溶岩石の間を流れている。
この峡谷の特徴は、玄武岩質の溶岩流（シリコンは少ないが鉄、マグネシウム、カルシウムが豊富）によって作成された壁の構造にある。
渓谷の川の出現は、過去8,000年のマグマの流れにさかのぼると考えられている。

## ギャラリー

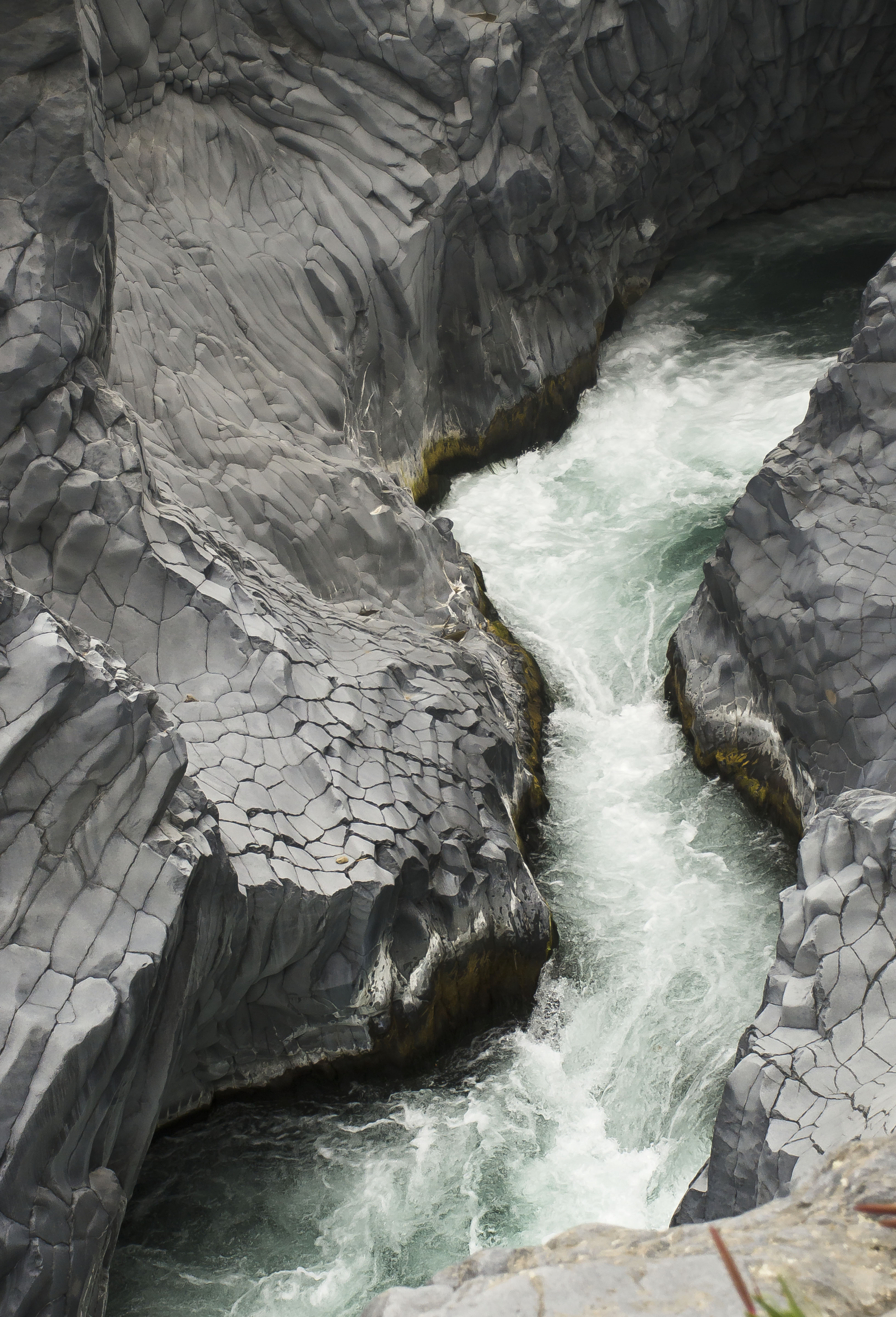
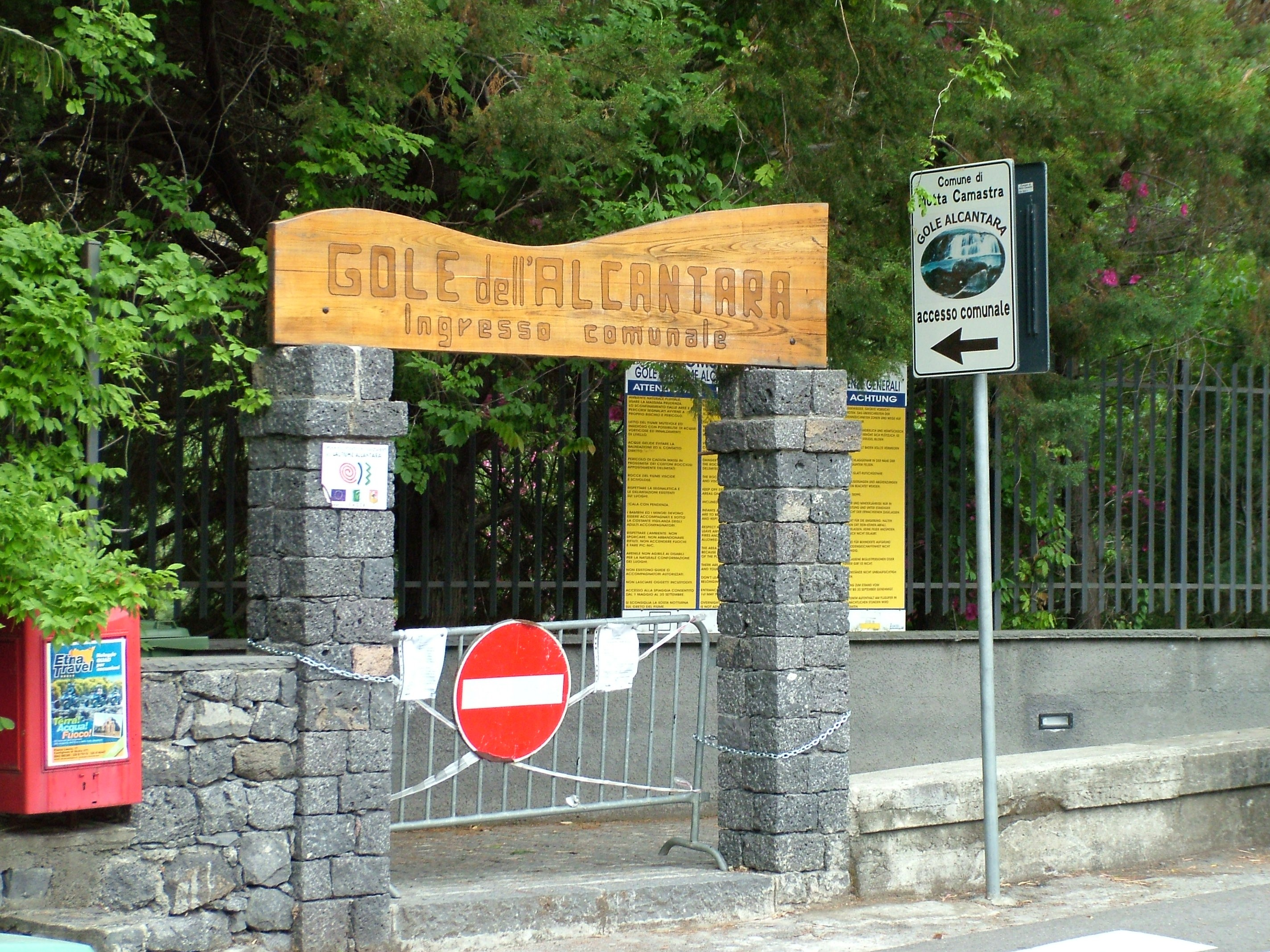
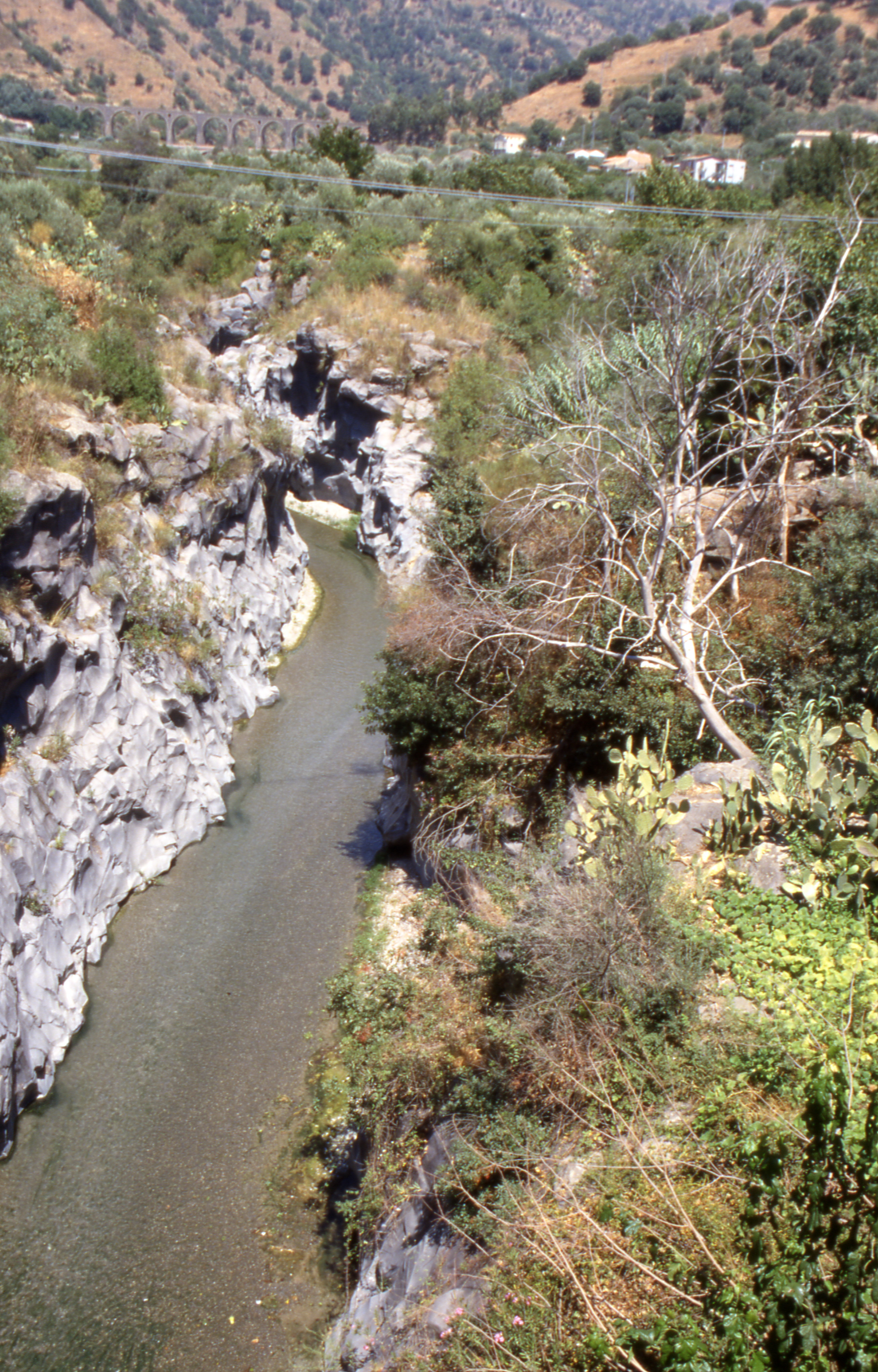
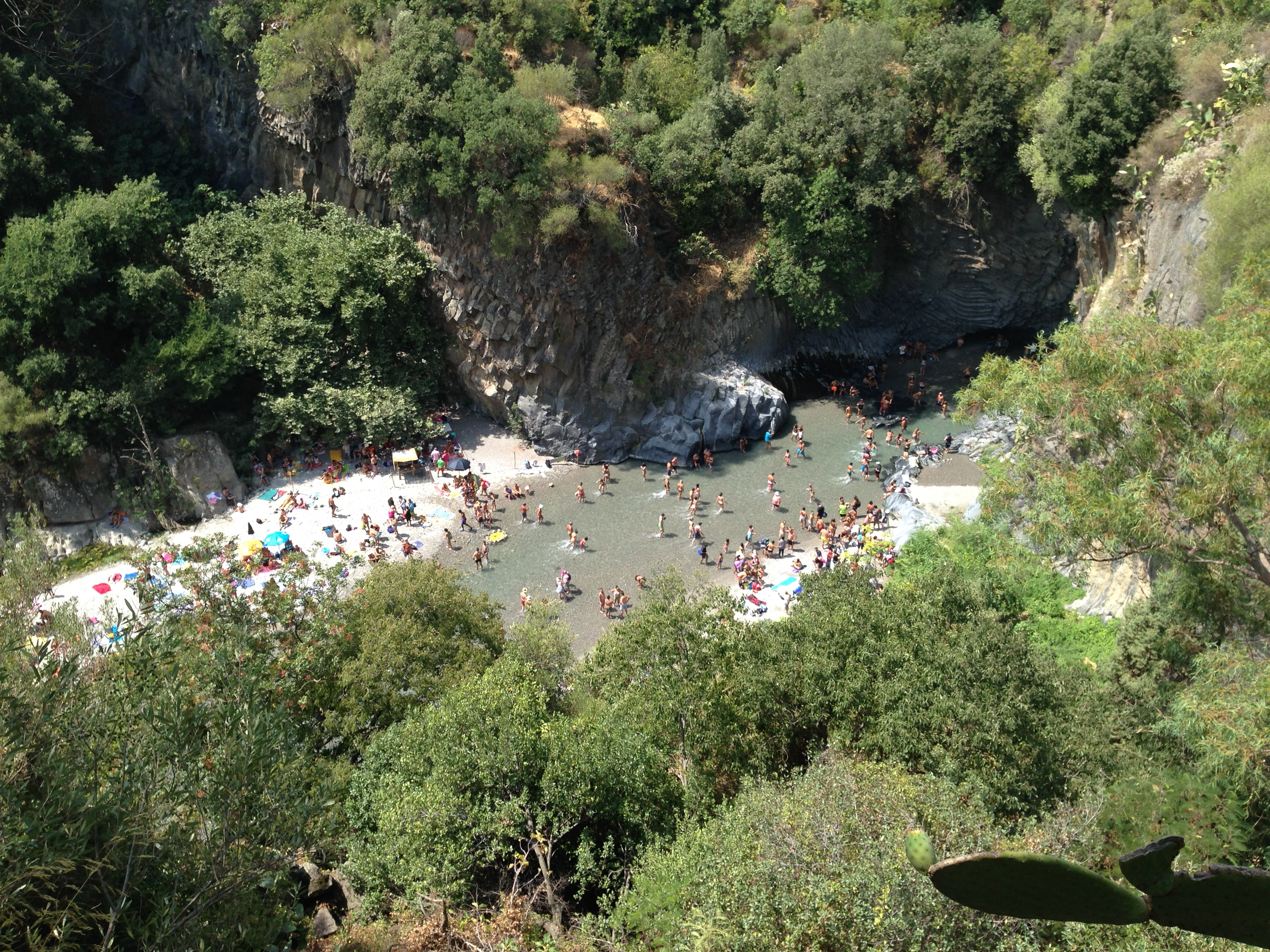
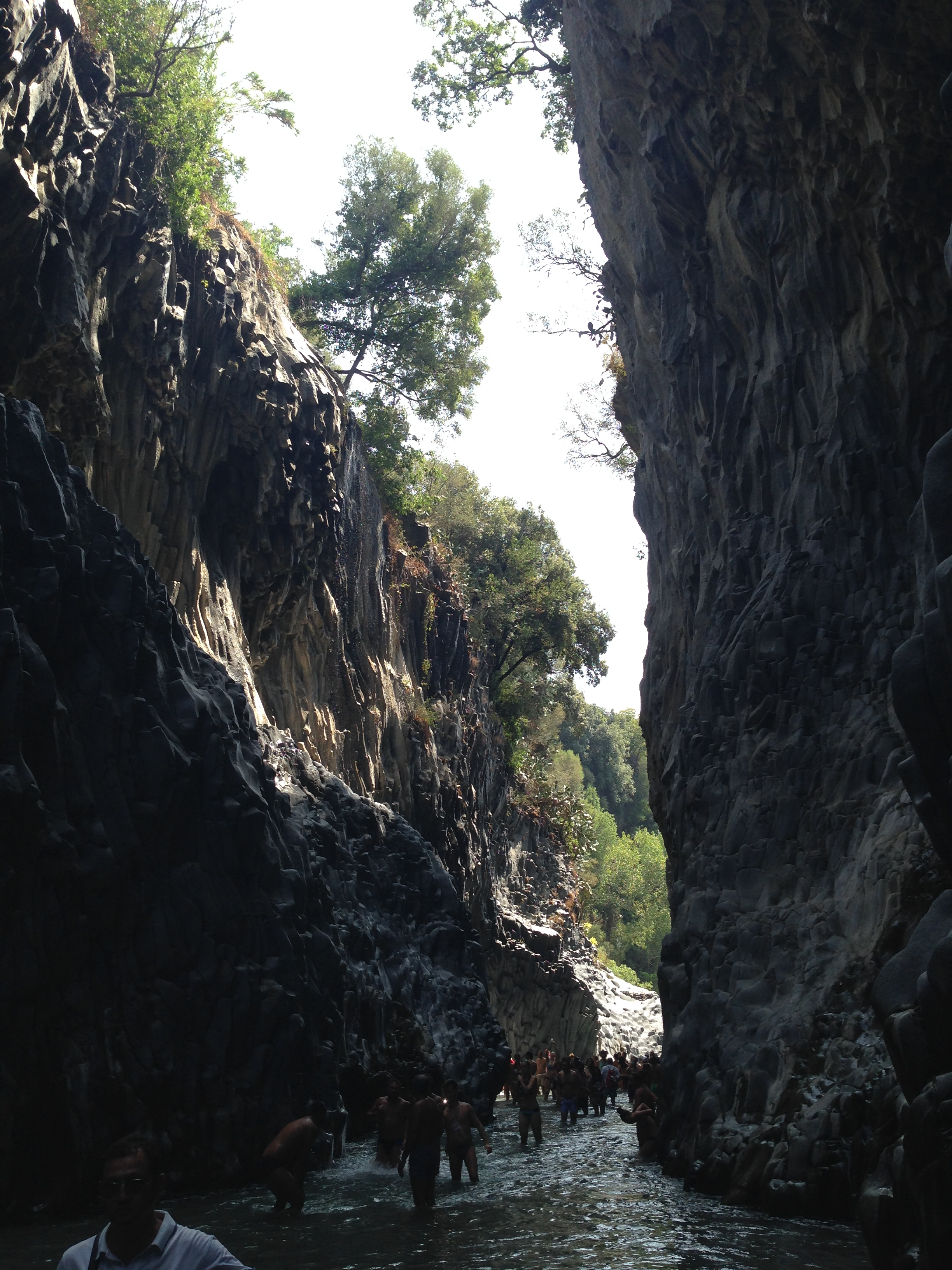